# 巴特额尔登·巴特巴亚尔

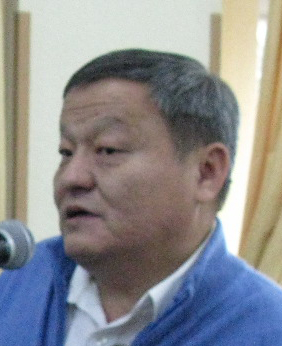
巴特额尔登·巴特巴亚尔

巴特额尔登·巴特巴亚尔（Bat-Erdeniin Batbayar，1954年10月26日—）笔名巴巴尔（Baabar），蒙古后杭爱省车车尔勒格人，蒙古国政治人物。

## 生平
1981年自蒙古国立大学毕业，获生物物理学学位。后来被任命为微生物与酶化学科学与生产学会（Microbiology and Enzymology Science and Production Association）高级研究员。他还在英国从事过9个月的研究工作。1990年初，在蒙古人民共和国的民主化转型浪潮中，他使用笔名“巴巴尔”发表了两篇重要的政治小册子。其中之一说蒙古历史上的苏维埃时期对蒙古民族的价值和传统造成了伤害。另一本前瞻了蒙古国家结构的重建以及加入自由国家行列。他是蒙古社会民主党的创党元老之一，1990年3月当选为该党主席。1994年3月，他的主席职位被拉德那苏木贝尔勒·贡其格道尔吉接替。
1996年，当选为国家大呼拉尔委员。1998年，出任财政部部长。2004年在国家大呼拉尔选举中失利。2004年至2005年，任蒙古国总理的外交政策顾问。2006年起，运营Nepko出版公司。2009年，因为对蒙古历史作出贡献而获得蒙古国家奖。

## 著作
- Buu Mart. Martval Sonono (Don't Forget. Otherwise, We'll Be Doomed), 1989
- History of Mongolia, 1996
- Altan Gurvalzhin (Golden Triangle)
- Encyclopædia Britannica (Encyclopædia Britannica)